# Последний адмирал Заграты
«Последний адмирал Заграты» — роман российского фантаста Вадима Панова, написанный в жанре стимпанк. Входит в цикл «Герметикон».

## Сюжет
Давно затерялся в глубинах Пустоты Изначальный мир. Время проходило, связь между мирами сначала прервалась, затем снова возобновилась, рухнула великая Империя. Но ничто не может побороть извечное стремление людей к власти и наживе. И именно это стремление увидел Помпилио дер даген Тур, когда прибыл на исследовательском цеппеле на заштатный мирок Заграта, хранящий несметные запасы нефти и готовый ввергнуться в гражданскую войну. Задача Помпилио — спасти семью своего старого друга — короля Заграты. Ситуация осложнена двумя вещами: за спиной заговорщиков стоит могущественная Компания, а глава заговорщиков — харизматичный и очень умный лидер…

## Создание
Замысел «Герметикона» у Панова возник в 2007 году, в 2010 году книга была завершена, но выпущена была только в 2011 — шесть месяцев понадобилось художникам для создания иллюстраций.

Если честно, в какой-то момент у меня было желание создать альтернативную реальность, посмотреть на наш мир, в котором отсутствует нефть. Не как в «Анклавах», где она уже закончилась, а просто отсутствует. Не было её, не появились двигатели внутреннего сгорания, и цивилизация продолжает использовать паровые машины. Но возникла идея цеппелей — дирижаблей, способных путешествовать меж звёзд, — и я понял, что пропал. Совместить стимпанк с путешествиями в другие миры — от такого замысла я не мог отказаться, он заслонил всё, даже любимую Москву.

## Критика
Роман получил положительные отзывы критики. «Мир Фантастики» оценил произведение на девять баллов из десяти возможных, отметив яркий и насыщенный деталями мир романа, средняя оценка на сайте Fantlab.ru — 7.96 балла из десяти.

### Награды
- Серебряная стрела, 2011 // Лучший фантастический мир[5]
- Мир фантастики, Итоги 2011 // Научная фантастика[6]
- Басткон, 2012 // Премия имени Афанасия Никитина (за яркие достижения в области авантюрно-приключенческой фантастики[7]
- Басткон, 2012 // Премия «Чаша Бастиона». 3 место[7]

### Номинации
- Книга года по версии Fantlab.ru, 2011 // Лучший роман (авторский сборник) отечественного автора
- Мир Фантастики: Книга года(2011)